# Субпрефектура Гуаянасіс
Субпрефектура Гуаянасіс (порт. Subprefeitura de Guaianases) — одна з 31 субпрефектури міста Сан-Паулу, розташована на сході міста. Її повна площа 17,8 км², населення понад 283 тис. мешканців. Складається з двох округів:
- Гуаянасіс (Guaianazes)
- Лажеаду (Lajeado)